# Bhut Jolokia

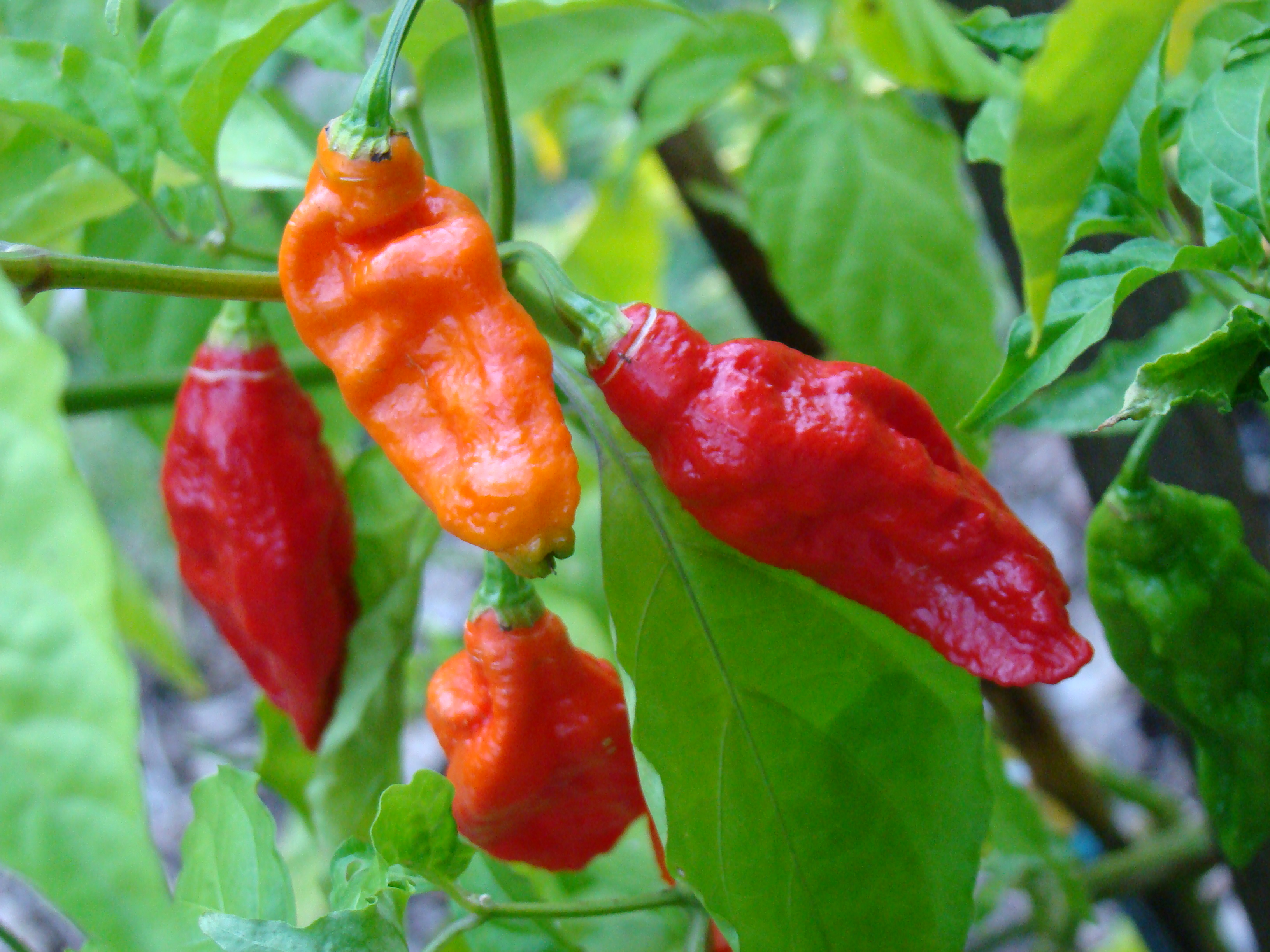
Piment 'Bhut Jolokia' à divers stades de maturité.

Le piment 'Bhut Jolokia' est un cultivar de piment portant également l'appellation ghost pepper (« bhut » signifiant « fantôme » dans plusieurs langues indiennes). Originaire de l'Assam au nord-est de l'Inde, on le cultive également dans les États indiens du Nagaland et du Manipur, ainsi qu'au Bangladesh. 
Jusqu'en 2006, il est référencé dans le livre Guinness des records comme étant le piment le plus fort du monde. Depuis, d'autres cultivars, comme le pepper X, promettent des goûts encore plus puissants.

## Description
Le fruit à maturité mesure 6 à 8,5 cm de long pour 2,2 à 3 cm de diamètre. Il est de couleur rouge ou orange. Il ressemble beaucoup au piment habanero, mais il est plus bosselé et sa peau est plus rugueuse.

## Origine botanique
Les recherches génétiques font douter que ce soit une variété du piment habanero (Capsicum chinense), mais il s'agirait plutôt d'un lointain hybride entre Capsicum chinense et un piment de Cayenne, Capsicum frutescens.

## Un piment très fort
Crédité de 1 000 000 d'unités sur l'échelle de Scoville, avec laquelle on mesure la force d'un piment, le Bhut Jolokia laisse loin derrière le précédent détenteur du record, le Red Savina, deux fois moins épicé. Par comparaison, la sauce Tabasco rouge vaut 6 000 unités Scoville.
Il a été référencé en 2006 dans le livre Guinness des records comme le piment le plus fort du monde. Le 'Bhut Jolokia' a depuis lors été détrôné par d'autres cultivars de piment encore plus forts : en 2010 par le Naga Viper, dépassé en 2011 par le Trinidad Scorpion Butch T puis quelques mois plus tard par une autre variété proche : le Trinidad Moruga Scorpion. En 2013, c'est le cultivar Carolina reaper qui est reconnu comme le piment le plus fort du monde jusqu’en 2017. Pour être détrôné par le Dragon's Breath puis le Pepper X qui est à l'heure actuelle le piment le plus fort du monde.